# Architecture bionique

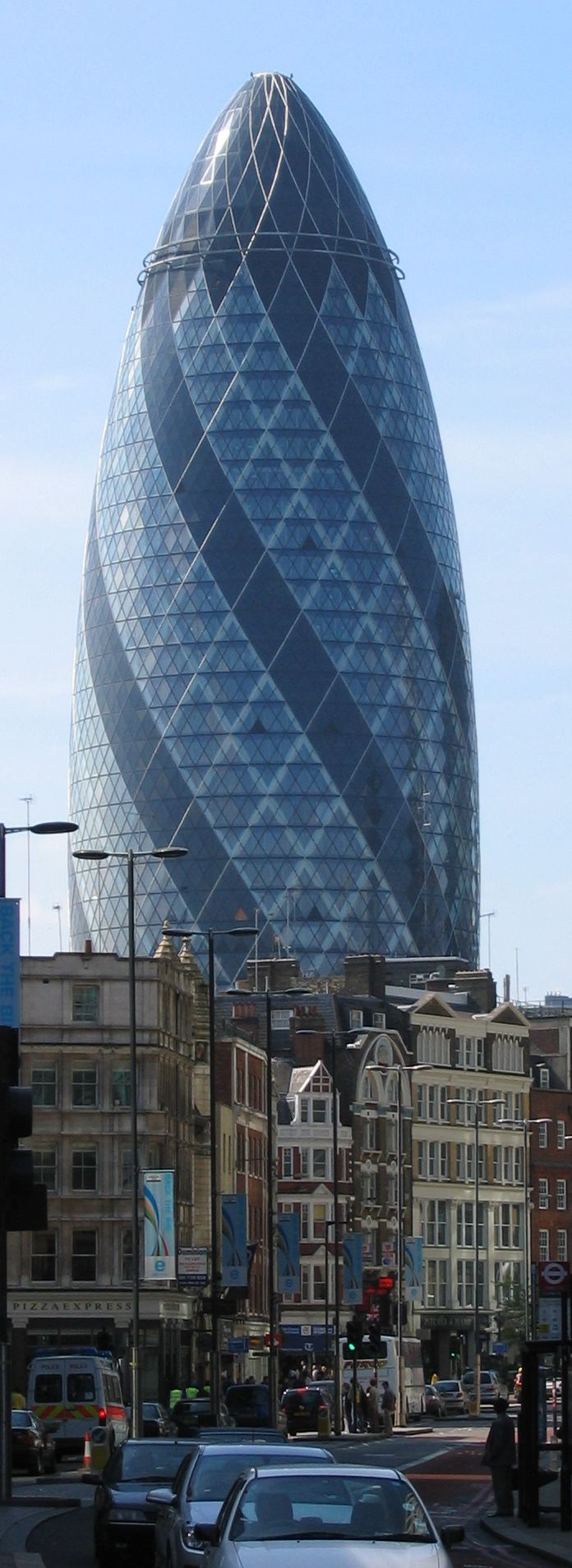
Le gratte-ciel 30 St Mary Axe à Londres de Norman Foster

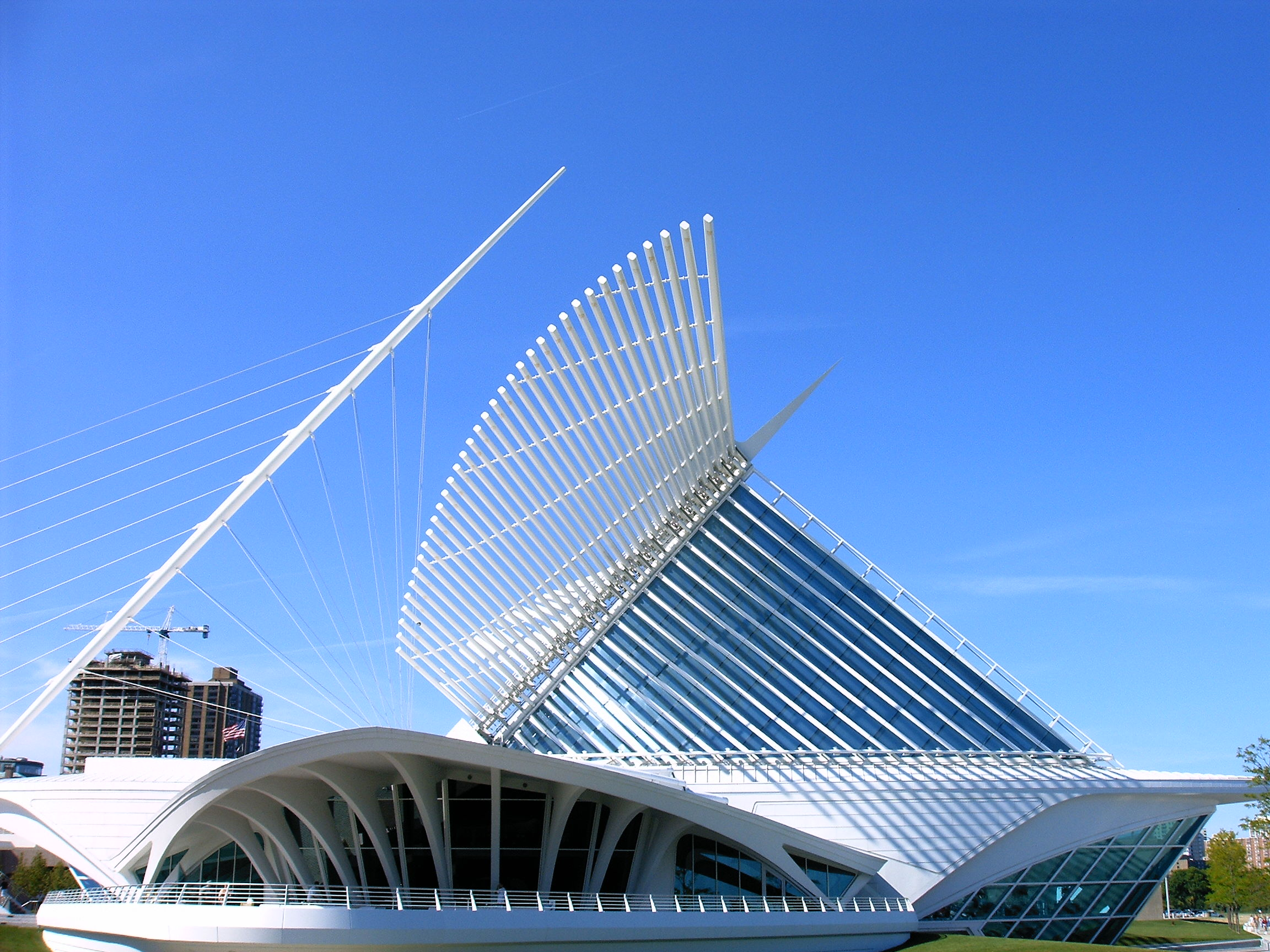
Le Milwaukee Art Museum à Milwaukee de Santiago Calatrava

L'architecture bionique est un courant du design et une expression constructive architecturale dont la composition et les lignes de force empruntent aux formes naturelles, c'est-à-dire biologiques. Ce mouvement a commencé à mûrir au début du XXIe siècle, cela explique que les premiers exemples d'architecture bionique privilégièrent la recherche formelle à la fonctionnalité. L'architecture bionique se pose elle-même comme contrepoint aux compositions « traditionnelles » à angles droits. Elle procède par utilisation de formes et de surfaces courbes rappelant des structures du vivant et des fractales. Une des tâches que se sont eux-mêmes imposées les premiers représentants de ce mouvement fut de trouver des justifications du développement esthétique et économique dans leur démarche architecturale. 

## Les représentants de l'architecture bionique

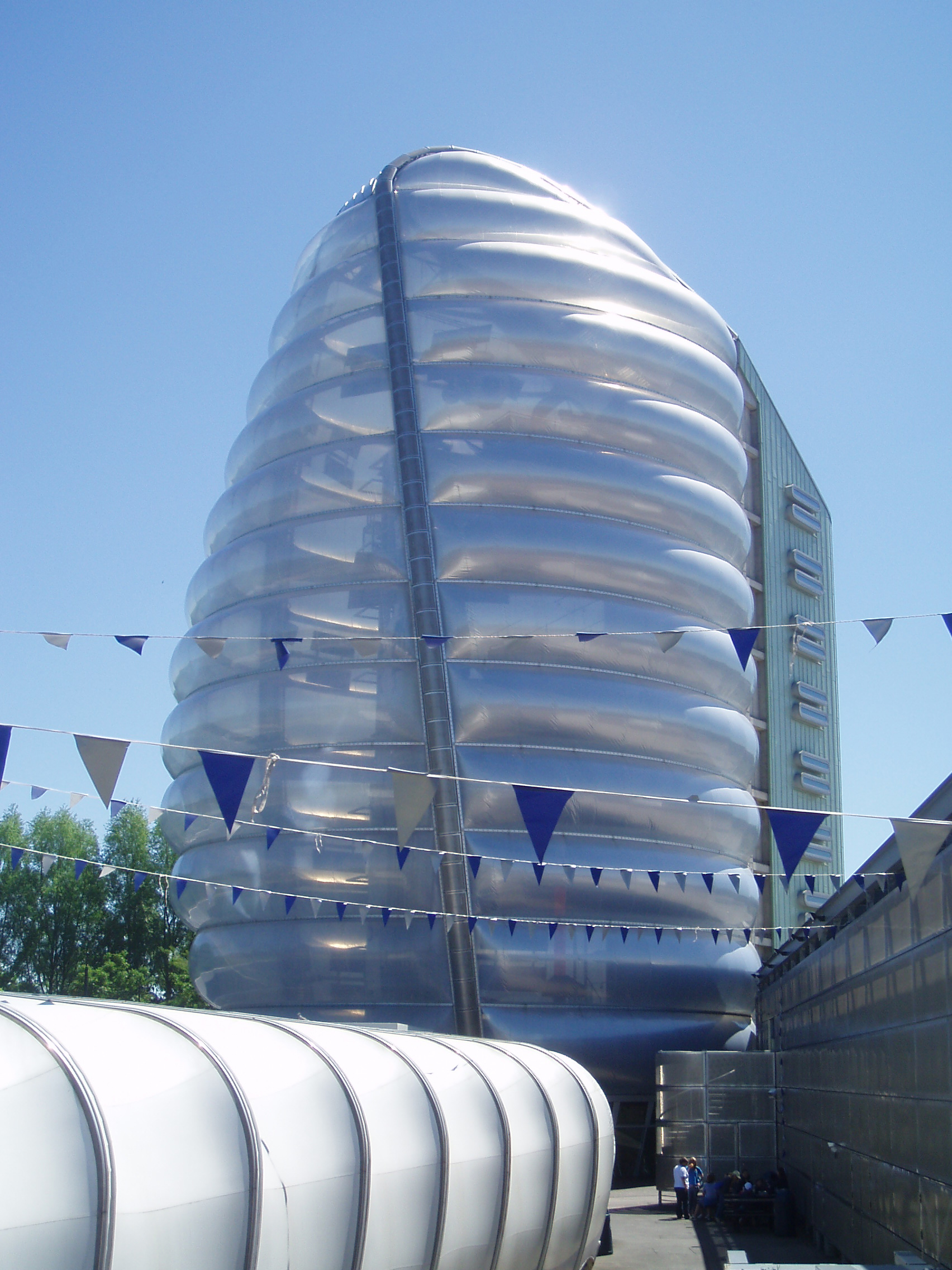
Le National Space Centre à Leicester de Nicholas Grimshaw

- Vincent Callebaut

- Frei Otto
- Greg Lynn
- Bates Smart
- Nicholas Grimshaw
- Santiago Calatrava
- Norman Foster
- Ken Yeang
- Daniel Libeskind
- Jan Kaplický(Future Systems)
- Luc Schuiten
- Moti Bodek

## Termes connexes
- Archiborescence
- Biomécanique
- Bionique
- Biotechnologie
- Blob architecture (blobitecture)
- Biomorphisme
- Biomimétisme